# Hypena depalpis
Hypena depalpis är en fjärilsart som beskrevs av Embrik Strand 1920. Hypena depalpis ingår i släktet Hypena och familjen nattflyn. Inga underarter finns listade i Catalogue of Life.